# Ngành Dương xỉ
Ngành Dương xỉ (danh pháp khoa học: Polypodiopsida) là một nhóm gồm khoảng 12.000 loài thực vật có mạch, không có hạt, sinh sản thông qua các bào tử.

## Vòng đời

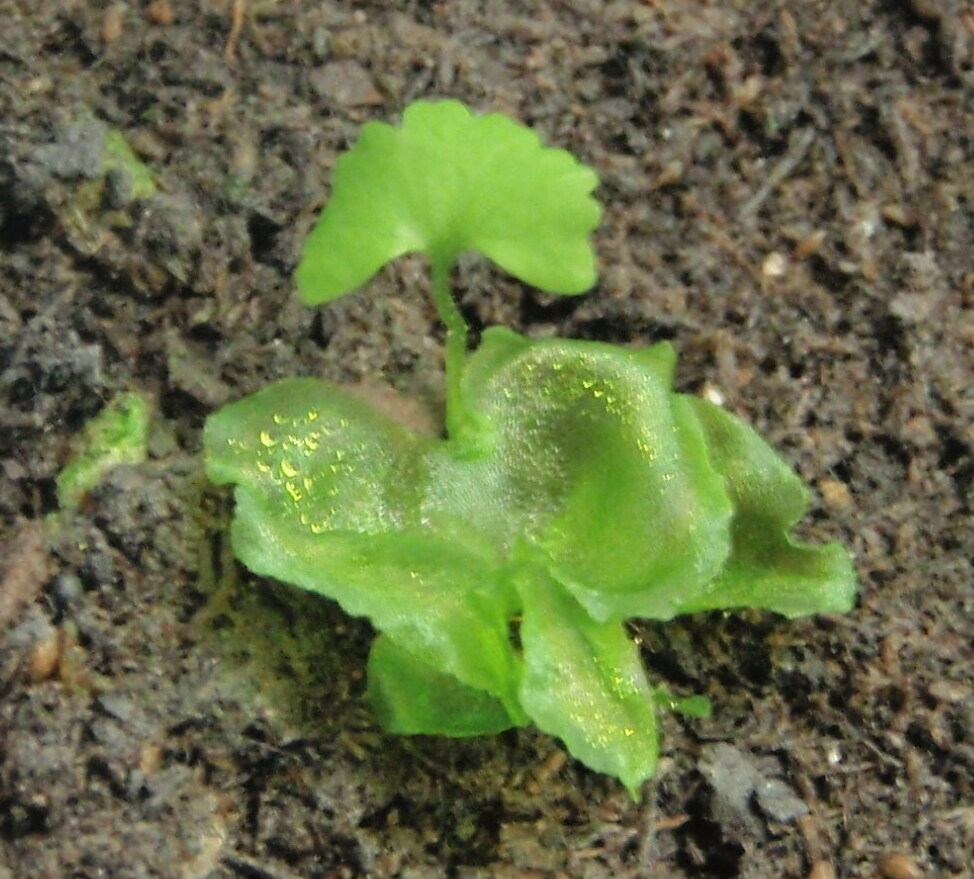
Thể giao tử (Khối xanh lục dạng tản) và thể bào tử (lá lược đang lên) của Onoclea sensibilis

Dương xỉ là các thực vật có mạch khác với thạch tùng ở chỗ có lá thật sự (vĩ diệp). Chúng khác với thực vật có hạt (bao gồm thực vật hạt trần và thực vật hạt kín) ở phương thức sinh sản do không có hoa và hạt. Giống như các loại thực vật có mạch khác, chúng có vòng đời được nhắc tới như là luân phiên các thế hệ, với đặc trưng là một pha thể bào tử lưỡng bội và một pha thể giao tử đơn bội, nhưng khác với thực vật hạt trần và thực vật hạt kín ở chỗ thể giao tử của dương xỉ là một sinh vật sống tự do.
Vòng đời của dương xỉ điển hình như sau:
1. Pha thể bào tử (lưỡng bội) sinh ra các bào tử đơn bội nhờ phân bào giảm nhiễm.
2. Bào tử phát triển nhờ phân bào có tơ thành thể giao tử, thông thường bao gồm một nguyên tản có khả năng quang hợp.
3. Thể giao tử sinh ra các giao tử (thường bao gồm cả tinh trùng và trứng trên cùng một nguyên tản) nhờ phân bào có tơ.
4. Tinh trùng linh động, có tiên mao (lông roi) thụ tinh cho trứng vẫn còn gắn chặt với nguyên tản.
5. Trứng đã thụ tinh hiện giờ là hợp tử lưỡng bội và phát triển nhờ phân bào có tơ thành thể bào tử (cây "dương xỉ" điển hình mà chúng ta vẫn thấy).

## Cấu tạo của dương xỉ

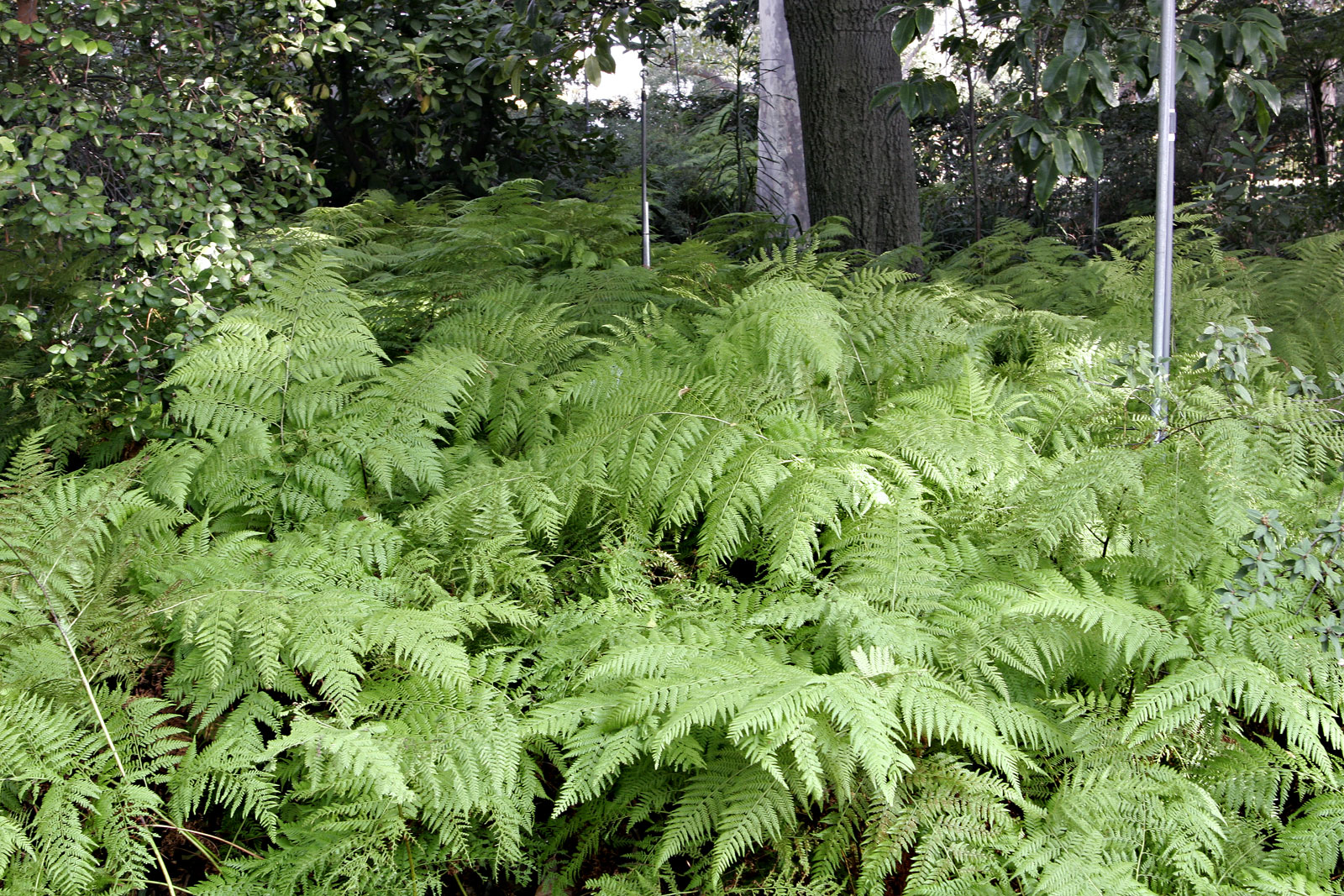
Dương xỉ tại Vườn thực vật hoàng gia Melbourne.

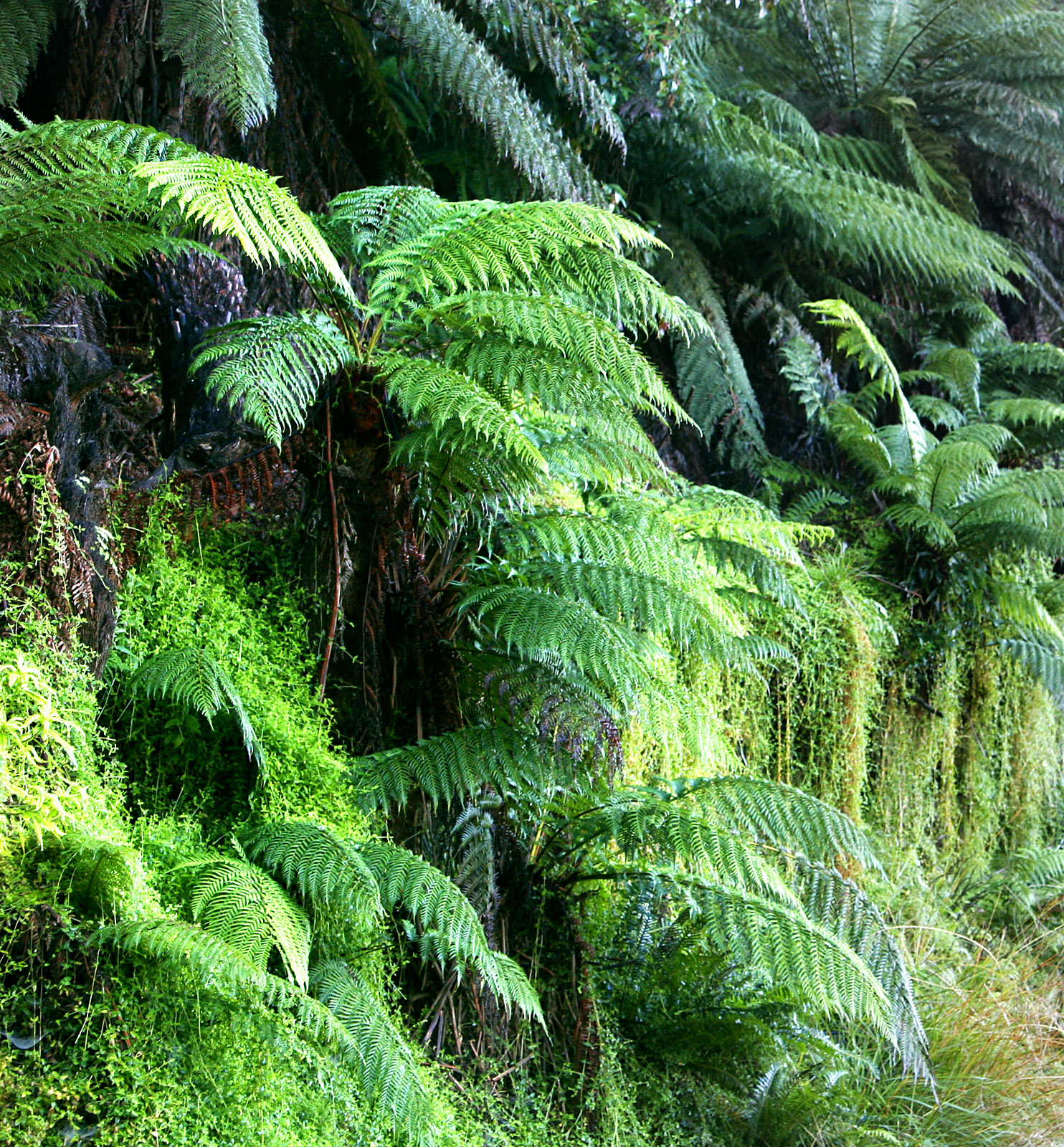
Cây dương xỉ, có lẽ là Dicksonia antarctica, mọc tại Nunniong, Australia

Giống như các thể bào tử của thực vật có hạt, thể bào tử của dương xỉ bao gồm:
- Thân: Phần lớn thường là thân rễ mọc bò ngầm dưới lòng đất, nhưng đôi khi và thân bò lan mọc bò trên mặt đất (như Polypodiaceae), hoặc thân cột bán hóa gỗ mọc thẳng trên mặt đất (như Cyatheaceae) cao tới 20 m ở một số loài (như Cyathea brownii trên đảo Norfolk và Cyathea medullaris ở New Zealand).
- Lá: Phần màu xanh, có khả năng quang hợp của cây. Ở các loài dương xỉ nó thường được nói tới như là lá lược, nhưng điều này là do sự phân chia lịch sử giữa những người nghiên cứu dương xỉ và những người nghiên cứu thực vật có hạt, chứ không phải là do các khác biệt trong cấu trúc. Các lá mới thông thường nở ra bằng cách bung ra đầu lá non cuộn chặt. Sự bung ra của lá như vậy gọi là kiểu xếp lá hình thoa. Lá được chia ra thành ba kiểu:
  - Lá dinh dưỡng (Trophophyll): Là lá không sinh ra bào tử, thay vào đó nó chỉ sản xuất các chất đường nhờ hoạt động quang hợp. Tương tự như các lá xanh điển hình của thực vật có hạt.
  - Lá bào tử (Sporophyll): Lá sinh ra bào tử. Lá này là tương tự như các vảy của nón thông ở thực vật hạt trần hay như nhị và nhụy ở thực vật hạt kín. Tuy nhiên, không giống như thực vật có hạt, các lá bào tử của dương xỉ thông thường không chuyên biệt hóa, trông tương tự như các lá dinh dưỡng và cũng sản xuất các chất đường nhờ quang hợp, giống như các lá dinh dưỡng.
  - Brophophyll: Lá sinh ra một lượng lớn bất thường các bào tử. Các lá thuộc kiểu này cũng lớn hơn các kiểu lá khác nhưng giống với các lá dinh dưỡng.
- Rễ: Các cấu trúc không quang hợp mọc ngầm dưới đất, có chức năng hút nước và các chất dinh dưỡng từ trong đất. Chúng luôn luôn là rễ chùm và về cấu trúc thì tương tự như rễ của thực vật có hạt.

Tuy nhiên, thể giao tử của dương xỉ lại rất khác biệt với các thể giao tử của thực vật có hạt. Chúng thông thường bao gồm:
- Nguyên tản: Cấu trúc màu xanh lục, có khả năng quang hợp, dày một lớp tế bào, thường có dạng hình tim hay hình thận, dài 3–10 mm và rộng 2–8 mm. Nguyên tản sinh ra các thể giao tử nhờ:
  - Các túi đực: Các cấu trúc nhỏ hình cầu sinh ra tinh trùng có tiên mao.
  - Các túi noãn: Cấu trúc hình bình thót cổ sinh ra một trứng ở đáy, và tinh trùng tiến tới được chỗ đó bằng cách chui qua cổ.
- Các rễ giả: Các cấu trúc tương tự như rễ (không phải rễ thật sự) bao gồm các tế bào đơn lẻ thuôn cực dài, với nước và các khoáng chất được hấp thụ trên toàn bộ bề mặt cấu trúc này. Các rễ giả cũng có tác dụng neo nguyên tản vào trong đất.

## Sinh sản
Dương xỉ sinh sản bằng cả hai hình thức: sinh sản vô tính và hữu tính. Cây sinh dưỡng có thân, rễ, lá, hình thành các túi bào tử. Thể bào tử được sinh ra từ hợp tử và mang các túi bào tử. Lúc chín, các túi bào tử của thực vật có lá, phát tán các bào tử giảm nhiễm và chúng nẩy mầm tạo ra nguyên tản lưỡng tính hoặc đơn tính. Nó cũng giống như túi bào tử của thể sinh túi của ngành Rêu. Chu trình phát triển cá thể của chúng là lưỡng di truyền nhưng thể bào tử chiếm ưu thế (Lưỡng – Đơn bội)

## Phân loại
Ngành Dương xỉ được cho là có nguồn gốc từ lớp Cladoxylopsida đã tuyệt chủng tồn tại trong Kỷ Devon và Kỷ Than đá.
Thomas Cavalier-Smith phân loại dương xỉ còn sinh tồn như sau:
- Lớp Mộc tặc Equisetopsida [= Sphenopsida]
  - Bộ Mộc tặc Equisetales
    - Họ Equisetaceae

  - Bộ †Pseudoborniales: họ duy nhất †Pseudoborniaceae, chi duy nhất †Pseudobornia
  - Bộ †Sphenophyllales: họ duy nhất †Sphenophyllaceae, chi duy nhất †Sphenophyllum
- Lớp Dương xỉ tòa sen Marattiopsida: Bộ duy nhất Marattiales, họ duy nhất Marattiaceae (còn được gọi Angiopteridaceae, Christenseniaceae, Danaeaceae, Kaulfussiaceae)
  -     -       - Chi Angiopteris, Christensenia, Danaea, Eupodium, Marattia, Ptisana
- Lớp Quyết lá thông Psilotopsida
  - Bộ Lưỡi rắn Ophioglossales
    - Họ Ophioglossaceae (còn được gọi Botrychiaceae, Helminthostachyaceae)

  - Bộ Quyết lá thông Psilotales
    - Họ Psilotaceae (còn được gọi Tmesipteridaceae)
- Lớp Dương xỉ thật sự Pteridopsida [= Filicopsida, Polypodiopsida]
  - Bộ Cyatheales
    - Họ Thyrsopteridaceae
    - Họ Loxomataceae
    - Họ Culcitaceae
    - Họ Plagiogyriaceae
    - Họ Cibotiaceae
    - Họ Cyatheaceae (gồm Alsophilaceae, Hymenophyllopsidaceae)
    - Họ Dicksoniaceae (gồm Lophosoriaceae)
    - Họ Metaxyaceae

  - Bộ Gleicheniales
    - Họ Gleicheniaceae (gồm Dicranopteridaceae, Stromatopteridaceae)
    - Họ Dipteridaceae (gồm Cheiropleuriaceae)
    - Họ Matoniaceae

  - Bộ Hymenophyllales
    - Họ Hymenophyllaceae (gồm Trichomanaceae)

  - Bộ Osmundales
    - Họ Osmundaceae

  - Bộ Polypodiales (xem hình)Adiantum lunulatum trong họ Pteridaceae.

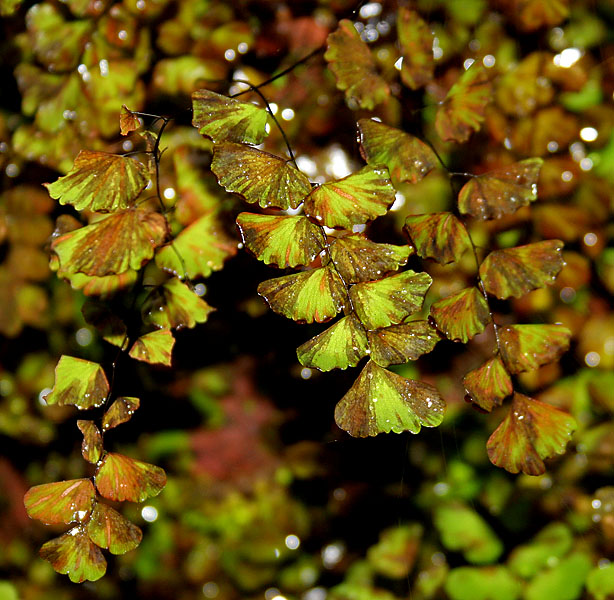
Adiantum lunulatum trong họ Pteridaceae.

    - Họ Lindsaeaceae (gồm Cystodiaceae, Lonchitidaceae)
    - Họ Saccolomataceae
    - Họ Dennstaedtiaceae (gồm Hypolepidaceae, Monachosoraceae, Pteridiaceae)
    - Họ Pteridaceae (gồm Pellaeaceae, Adiantaceae, Ceratopteridaceae, Cryptogrammaceae)
    - Họ Aspleniaceae
    - Họ Thelypteridaceae
    - Họ Woodsiaceae (gồm Athyriaceae, Cystopteridaceae)
    - Họ Blechnaceae (gồm Stenochlaenaceae)
    - Họ Onocleaceae
    - Họ Dryopteridaceae (gồm Aspidiaceae, Bolbitidaceae, Elaphoglossaceae, Hypodematiaceae, Peranemataceae)
    - Họ Oleandraceae
    - Họ Davalliaceae
    - Họ Lomariopsidaceae (gồm Nephrolepis)
    - Họ Polypodiaceae (gồm Drynariaceae, Grammitidaceae, Gymnogrammitidaceae, Loxogrammaceae, Platyceriaceae, Pleurisoriopsidaceae)
    - Họ Tectariaceae

  - Bộ Salviniales
    - Họ Marsileaceae (gồm Pilulariaceae)
    - Họ Salviniaceae (gồm Azollaceae)

  - Bộ Schizaeales
    - Họ Lygodiaceae
    - Họ Anemiaceae (gồm Mohriaceae)
    - Họ Schizaeaceae

  - Bộ †Zygopteridales

## Nghệ thuật và trang trí
Họa tiết cây dương xỉ lần đầu tiên trở nên nổi bật tại Triển lãm Quốc tế 1862 và vẫn được ưa chuộng “như một biểu tượng yêu thích của những đam mê thú vị” cho đến hết thế kỷ 19.
Vì lá dương xỉ khá phẳng nên chúng được sử dụng để trang trí theo những cách mà nhiều loại cây khác không làm được. Chúng được dán vào album của các nhà sưu tập, dán vào các vật thể ba chiều, được sử dụng làm giấy nến cho nghệ thuật “spatter-work”, được tẩm mực và ép thành các bề mặt để in tự nhiên, v.v.
Các mẫu gốm dương xỉ đã được giới thiệu bởi Wedgwood, Mintons Ltd, Royal Worcester, Ridgeway, George Jones, và những công ty khác, với nhiều hình dạng và phong cách trang trí khác nhau bao gồm cả tượng trưng bày. Một đài tưởng niệm Sir William Jackson Hooker, Giám đốc Vườn Bách thảo Hoàng gia, Kew được ủy quyền từ Josiah Wedgwood và các con đã được dựng lên tại Nhà thờ Kew vào năm 1867 với các nhánh cây có hình lá Dương Xỉ. Một bản sao đã được trưng bày tại Bảo tàng Victoria & Albert (Victoria and Albert Museum) hiện nay, nơi nó vẫn có thể được nhìn thấy.

## Hình ảnh

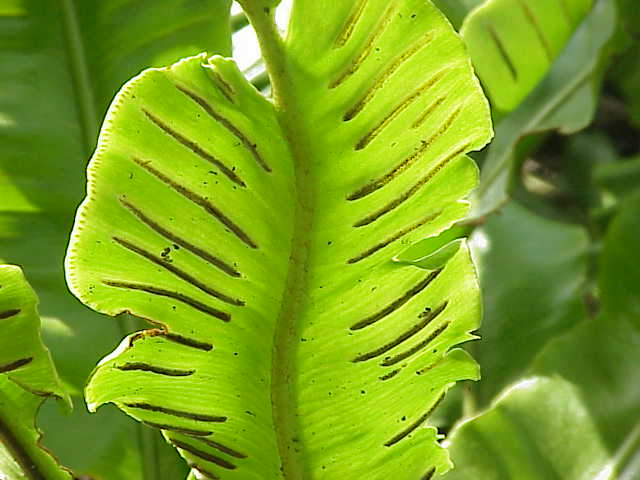
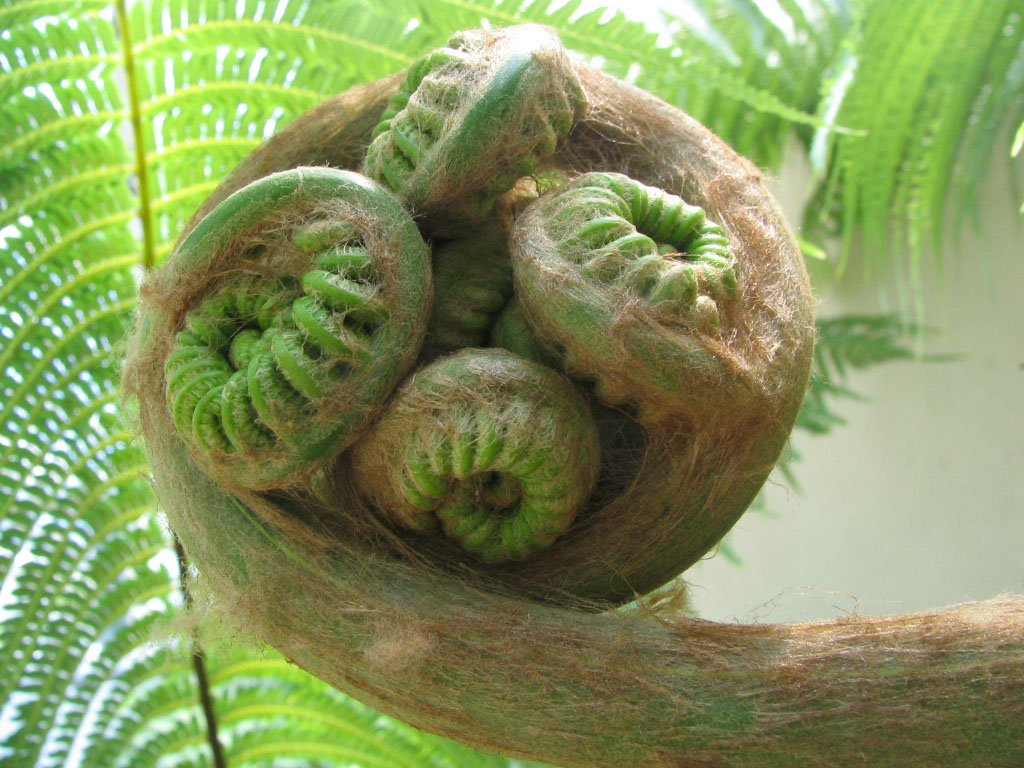
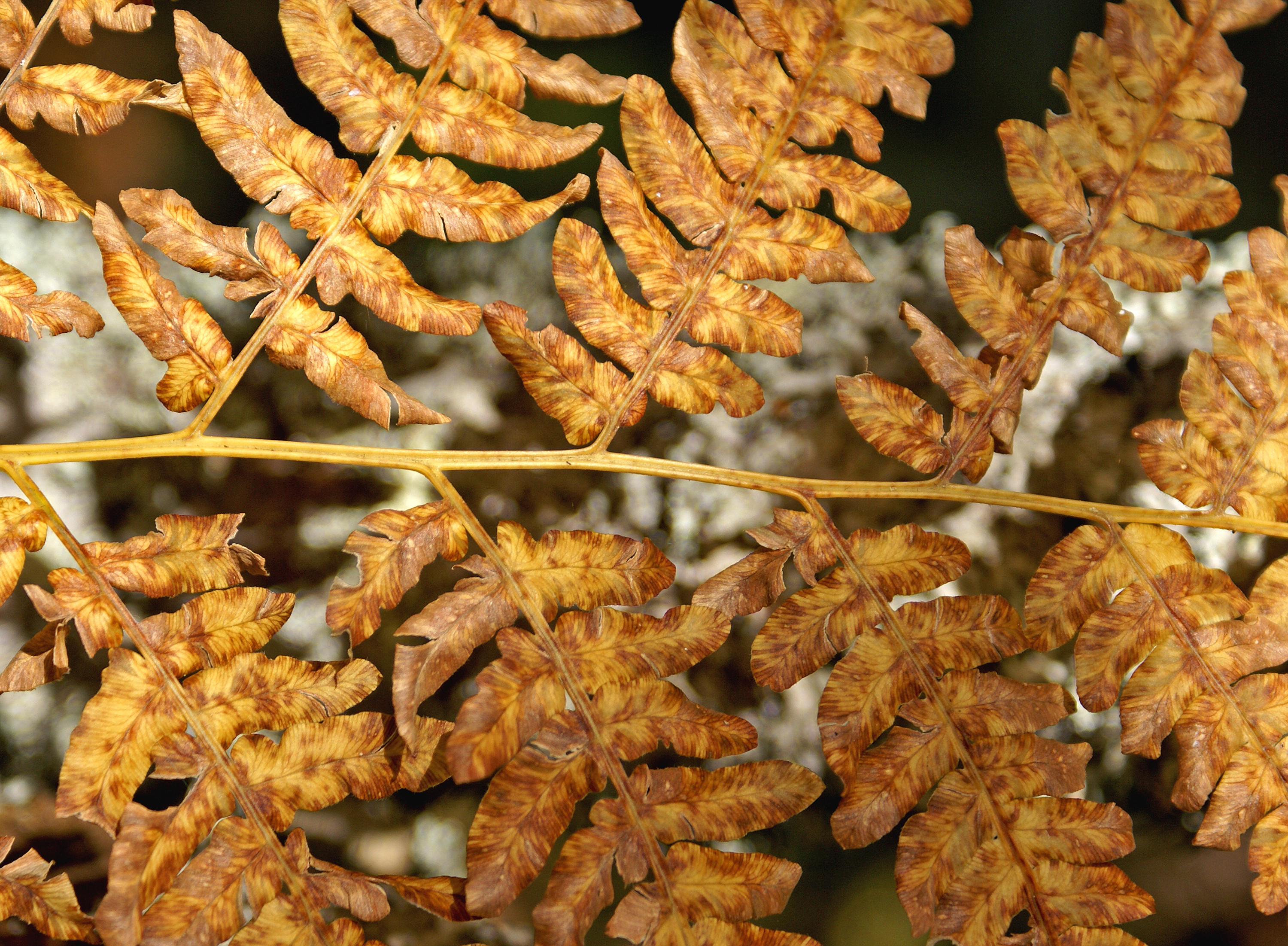
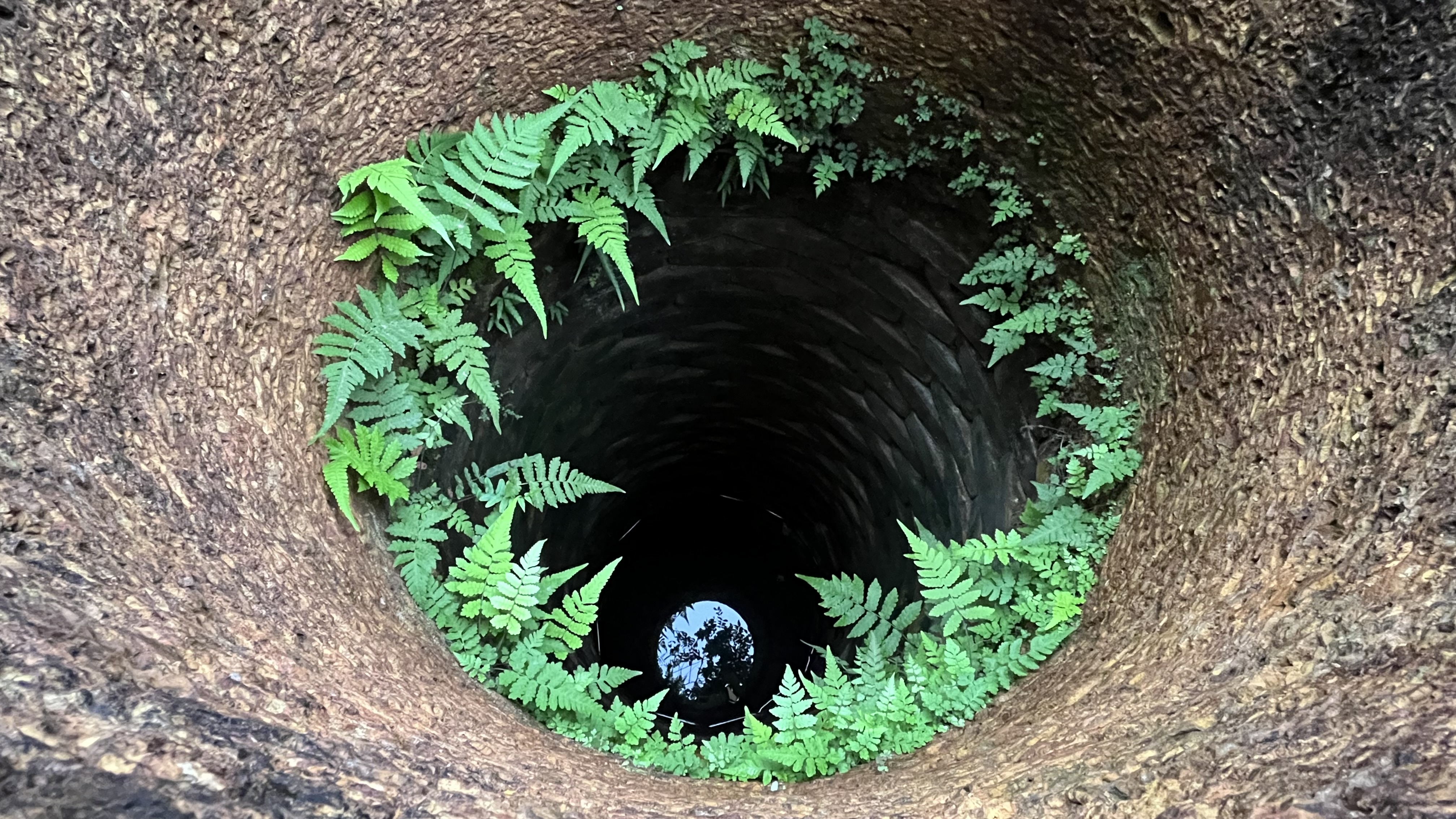